# Markus Rühl

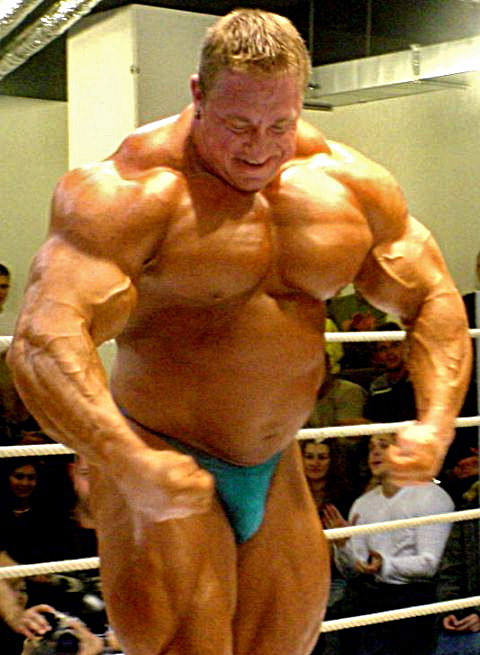
Markus Rühl, 2005

Markus Rühl (* 22. Februar 1972 in Roßdorf) ist ein ehemaliger deutscher Profi-Bodybuilder des DBFV und der IFBB. Er war von 1997 bis 2010 als Bodybuilder aktiv und wurde als The German Beast bezeichnet.

## Leben
Rühl absolvierte eine Ausbildung zum Kfz-Mechaniker sowie Bürokaufmann. 1991 begann er nach einer Knieverletzung beim Fußballspielen auf Anraten eines Arztes im Fitnessstudio seine Beinmuskulatur zu stärken und wechselte dauerhaft zum Bodybuilding. Von 1997 bis 2010 war er im Profi-Bodybuildingsport aktiv.
Von Januar 2006 bis Ende 2007 führte Rühl zusammen mit seinem Kollegen Stefan Hammerschmiedt ein Sportstudio in Kelsterbach am Main. Hiernach betrieb er bis 2017 ein Fitnessstudio namens "Rühl's fit&fun" in Darmstadt-Nord. Er war Werbeträger für den Supplement-Hersteller BMS und wurde von Anfang 2014 bis zum Sommer 2018 von All Stars Supplements gesponsert. Daneben tritt er als Moderator und Promoter auf.
Im August 2016 wurden Rühl und seine Lebensgefährtin Alicja Eltern einer Tochter. Sie heirateten am 31. August 2017.
Im Jahr 2019 gründete Rühl die Firma Rühls Bestes GmbH, die einen Online-Shop für Nahrungsergänzungsmittel der Eigenmarke Rühls Bestes betreibt.

## Sportkarriere
1997 gewann Rühl als Amateur die hessische Landesmeisterschaft und die deutsche Meisterschaft. Daraufhin erhielt er die Profikarte der IFBB und machte Bodybuilding zu seinem Beruf. Beim Profi Grand Prix in Deutschland 1997 belegte er den 10. Platz mit einem Gewicht von 117 kg.
1998 belegte Rühl mit einem Wettkampfgewicht von 120 kg den 9. Platz bei der Night of Champions. Nach einer Wettkampfpause von einem Jahr belegte er im Jahr 1999 den 4. Platz bei der Night of Champions und qualifizierte sich für den Mr. Olympia in Las Vegas. 1999 gehörte er dort zu den Finalisten, wurde jedoch positiv auf Diuretikum getestet und disqualifiziert. Ein Jahr später belegte er beim Wettbewerb Night of Champions in New York City den 2. Platz, bei den Night of Champions im Jahr 2002 den 1. Platz, wo er sich unter anderen gegen einen der Favoriten Bob Cicherillo durchsetzen konnte. Es folgten weitere Teilnahmen bei Mr. Olympia, bei denen 2004 ein 5. Platz das beste Resultat war. Am 24. September 2006 belegte Rühl den 2. Platz des Santa Susanna Grand Prix in Spanien und qualifizierte sich für Mr. Olympia 2006. Dort belegte er den 8. Platz.
Im Oktober 2007 gab Rühl seinen Rücktritt vom aktiven Bodybuilding bekannt. Im November 2008 berichtete er auf der deutschen Bodybuilding-Meisterschaft in Wiesloch über Comeback-Pläne. Am 17. Mai 2009 belegte er auf der New York Pro den 3. Platz. Bei Mr. Olympia 2009 erreichte er den 15. Platz. 2010 nahm Rühl für die Qualifizierung zum Mr. Olympia bei der Europa Super Show 2010 in Dallas teil. Nachdem er dort mit dem 7. Platz bewertet wurde, zog er sich aus dem Profi-Bodybuilding zurück.
Rühl ist Mitglied der Hall of Fame des Deutschen Bodybuilding und Fitnessverband e.V.

### Wettkampferfolge
(Quelle: )
- Mr. Olympia 2009 – Platz 15
- New York Pro 2009 – Platz 3
- Austria Pro Grand Prix 2006 – Platz 3
- Mr. Olympia 2006 – Platz 8
- Mr. Olympia 2005 – Platz 15
- Mr. Olympia 2004 – Platz 5
- Arnold Classic 2003 – Platz 3
- Mr. Olympia 2002 – Platz 8
- Night of Champions 2002 – Sieger
- Toronto Pro Classic 2002 – Platz 2
- Mr. Olympia 2001 – Platz 14
- Mr. Olympia 2000 – Platz 7
- Joe Weider’s World Pro Cup 2000 – Platz 5
- Grand Prix England 2000 – Platz 5
- Night of Champions 2000 – Platz 2
- Toronto Pro 2000 – Sieger
- Grand Prix England 1999 – Platz 7
- Joe Weider’s Pro World 1999 – Platz 7
- Night of Champions 1999 – Platz 4
- Night of Champions 1998 – Platz 9

## DVD-Veröffentlichungen
Während seiner Profizeit hat Rühl mehrere DVDs herausgebracht. Einige zeigen neben Trainingsszenen auch Privataufnahmen.
- 2000: Markus Rühl XXXL, VHS
- 2003: Made in Germany
- 2007: Big and loving it
- 2010: Ruhling 4 ever